# Epoxyagroclavina
Epoxyagroclavine es un alcaloide del cornezuelo de centeno hecho por permafrost Penicillium.